# Milíkov (Karlovy Vary)
Milíkov (in tedesco Miltigau) è un comune della Repubblica Ceca facente parte del distretto di Cheb, nella regione di Karlovy Vary.

## Geografia fisica
I comuni limitrofi sono Těšov a nord, Horní Lazy ad est, Podlesí e Mansky Úbočí Dvur a sud-sud ovest Žírnice, Šitboř Mala e Velká Šitboř UVAL e ovest-nord ovest.
Ad est c'era Slavkov Forest Schönficht, antica città-miniera che fu demolita nel 1950 con l'istituzione del campo d'addestramento militare a Prameny.

## Storia
La prima menzione scritta di Milikow risale al 1311.
Alla fine del XIX secolo, la città è stata rinominata Miltigau/Miltikov nel distretto di Marianske Lazne. 1921 ha apportato la modifica del nome in lingua ceca Milíkov. Dopo l'accordo di Monaco di Baviera (1938), il villaggio è passato in mano all'Impero tedesco ed appartenne alla contea di Marienbad negli anni 1939-1945. Dopo la seconda guerra mondiale, Milíkov tornò alla Cecoslovacchia e gli abitanti tedeschi furono cacciati.

## Società

### Evoluzione demografica
| Anno        | 1930 | 1939 | 2006 | 2008 | 2011 |
| ----------- | ---- | ---- | ---- | ---- | ---- |
| Popolazione | 437  | 383  | 250  | 251  | 241  |

## Monumenti
- Chiesa di Simone e Giuda in Milíkov, costruita nel 1785 al posto della cappella
- Cimitero ebraico, sulle montagne Leimbrucker, ad est di Žírnice
- Statua di Maria, costruita nel XIX secolo
- Cappella Velká Šitboř, costruita nel 1828